# Unlingen
Unlingen là một xã ở huyện Biberach ở bang Baden-Württemberg thuộc nước Đức. Đô thị này có diện tích 26,87 km², dân số thời điểm 31 tháng 12 năm 2020 là 2407 người.